# Canada aux Jeux paralympiques d'été de 1976
Le Canada a participé aux Jeux paralympiques d'été de 1976 à Toronto. Il s'agit de la troisième participation du Canada aux Jeux paralympiques d'été et de la première fois comme pays hôte. 

## Nombre d'athlètes qualifiés par sport
| Sport            | Hommes       | Femmes       | Total |
| ---------------- | ------------ | ------------ | ----- |
| Athlétisme       | 47           | 19           | 66    |
| Basket-ball      | Non qualifié | Non qualifié | 0     |
| Boulingrin       | 5            | 3            | 8     |
| Dartchery        | 3            | 1            | 4     |
| Escrime          | Non qualifié | Non qualifié | 0     |
| Force athlétique | 2            | 0            | 2     |
| Goalball         | Non qualifié | Non qualifié | 0     |
| Natation         | 17           | 9            | 26    |
| Snooker          | 5            | 0            | 5     |
| Tennis de table  | 14           | 5            | 19    |
| Tir à l'arc      | 8            | 1            | 9     |
| Total            | 101          | 38           | 89    |

Note : Le nombre total peut différer. Certains athlètes ont participé dans plusieurs disciplines. Le total d'athlètes canadien est de 89.